# Harmonie St. Agnes Bunde
De Harmonie St. Agnes Bunde is een Nederlands harmonieorkest uit Bunde (Limburg), nu deelgemeente van Meerssen, dat werd opgericht in 1919.

## Geschiedenis

### Fanfare St. Agnes 1919 - 1946
De huidige Harmonie St. Agnes werd oorspronkelijk opgericht in september 1919 als fanfare. Bij de oprichting waren er 32 muzikanten in het fanfareorkest. Dit aantal bleef jaren vrijwel gelijk, maar daalde in 1935 tot 25 leden. Later steeg het aantal muzikanten weer op de vorige hoogte. In 1926 nam men het eerste keer aan een muziekwedstrijd deel en behaalde een tweede prijs. Bij het concours te Heer op 9 augustus 1931 werd onder leiding van dirigent M. Mullenders een succes met promotie naar de tweede afdeling.
In 1937 kwam er een nieuwe dirigent. A. Hautvast werd op 1 juli 1937 opvolger van M. Mullenders en er kwam een nieuw elan in de vereniging. Met de nieuwe dirigent werd in 1938 aan het concours te Thorn (Limburg) deelgenomen. Men behaalde een eerste prijs in de 1e afdeling en de dirigent Hautvast werd met de directeursprijs in de sectie fanfares bekroond. Ook tijdens de Nationale zang- en muziekconcours te Hengelo in 1939 veroverde de fanfare in de afdeling uitmuntendheid een 1e prijs met het hoogste aantal punten van het gehele concours.
Tijdens de Tweede Wereldoorlog rustten de activiteiten rond 3 jaar. In 1947 bouwde Hautvast het muziekkorps om in een harmonie.

### Harmonie St. Agnes sinds 1947
In 1952 nam het harmonieorkest deel aan het concours van de Limburgse Bond van Muziekgezelschappen in de superieure afdeling in Montfort en behaalde een 1e prijs. Op 14 augustus 1954 nam het orkest deel aan het tweede Wereld Muziek Concours te Kerkrade en bereikte onder leiding van J.H.A. Hautvast in de vaandelafdeling van de sectie harmonie een 1e prijs.
In 1977 veroverde men bij het concours van de Federatie van Katholieke Muziekbonden in Nederland (FKM) te Etten-Leur in de afdeling uitmuntendheid onder leiding van de dirigent J. Knops het landskampioenschap en de blauwe wimpel. Op 25 januari 1987 behaalde het orkest, o.l.v. Jacques Claessens, tijdens het federatieve concours van de FKM wederom te Etten-Leur opnieuw het landskampioenschap in de ere-afdeling met de witte wimpel. In 1989 nam men deel aan het 11e Wereld Muziek Concours te Kerkrade en behaalde in de 1e afdeling van de sectie harmonie 328 punten, goed voor een 1e prijs met lof van de jury. De 'Limburgse Bond van Muziekgezelschappen' (LBM) organiseerde in 1994 hun bondsconcours te Weert. De harmonie speelde in de superieure afdeling 316 punten bij elkaar, een 1e prijs. Op een halve punt naar precies hetzelfde resultaat bereikte het orkest in 1999 bij het bondsconcours te Venlo.

### Harmonie St. Agnes vanaf 2000
In 2004 werd eveneens in Venlo tijdens het concertconcours (nieuwe stijl) van de LBM in de 1e divisie 93,5 punt behaald en men werd Limburgs kampioen. Op 19 maart 2005 nam de harmonie St. Agnes deel aan de federatieve concoursen van de FKM te Tegelen en veroverde in de 1e divisie van de sectie harmonie het resultaat van 90,59 punten en kreeg de oranje wimpel. In 2008 werd voor het eerst deelgenomen aan het TemaTielen Toernooi (een concours voor "lichte muziek" voor HAFA-orkesten) te Venlo en door het behalen van het hoogste aantal punten werd de TemaTielenAward in de wacht gesleept. Het orkest kwam uit in de hoogste divisie.
Deelname aan het WMC te Kerkrade stond centraal in 2009. Met aanwas van veel jonge muzikanten behaalde de vereniging een eerste prijs met lof van de jury met 90,5 punten. Het muzikale hoogtepunt uit 2010 was het Galaconcert in het Theater aan het Vrijthof op 27 juni 2010, ter afsluiting van de activiteiten van het Uniformenfonds. Met medewerking van het Koninklijk Erkend Mannenkoor Borgharen, Chapeau-Voices in Motion, Vocal Group Get Real en Beppie Kraft heeft Harmonie & Drumband St. Agnes haar nieuwe uniformen gepresenteerd aan een uitverkochte theaterzaal. Ook gaf de vereniging die zomer een optreden met Beppie Kraft en Erwin tijdens het jubileum van V.V. Bunde.
In 2011 verleende Harmonie & Drumband St. Agnes haar medewerking aan het jubileum van Fanfare St. Cornelius Borgharen. De harmonie nam in 2012 voor de tweede keer deel aan het TEMA toernooi. Samen met Vocalgroup Get Real, 2 solisten zang en danspaar werd er een fantastisch amusementsprogramma neergezet met als hoogtepunt El Tango de Roxanne.In 2014 werd Harmonie "St.Agnes" Limburgs kampioen in de 1ste divisie, met 91,25 punten werd een 1ste prijs met lof van de jury behaald. De slagwerkgroep van St.Agnes nam in 2016 deel aan het LBT-concours en behaalde in de 3de divisie o.l.v. Rick Maassen 91,67 punten, een 1ste prijs met promotie en lof der jury.

## Tegenwoordig
De vereniging beschikt naast het harmonieorkest ook nog over een slagwerkgroep en een jeugdorkest. Na haar doelstelling is zij dienstbaar voor de Bundese gemeenschap.

## Dirigenten
- 1919-1926 Schouteten
- 1926-1936 M. Mullenders
- 1936-1937 G. Maessen
- 1937-1958 J.H.A. Hautvast
- 1958-1968 J.H. Hautvast
- 1968-1969 J. Herpers
- 1969-1970 J. Welzen
- 1970-1975 G. Coumans
- 1975-1979 J. Knops
- 1979-heden Jacques Claessens